# 真珠湾からの帰還
『真珠湾からの帰還〜軍神と捕虜第一号〜』（しんじゅわんからのきかん ぐんしんとほりょだいいちごう）は、NHK『土曜ドラマスペシャル』で2011年12月10日 21:00〜22:30 に放送されたテレビドラマ。
NHK名古屋放送局の制作の終戦ドラマは、『鬼太郎が見た玉砕 〜水木しげるの戦争〜』（2007年）から毎年作られており、本作が5作目である。前年に放送された『15歳の志願兵』まではNHKスペシャル枠で放送されていたが、本作は土曜ドラマスペシャルとして放送された。

## あらすじ
真珠湾攻撃において甲標的の攻撃部隊となった10名のうち9名が戦死し、酒巻和男だけが生き残った。戦死した仲間は九軍神となったが、彼の存在は隠蔽された。彼は最初の捕虜になりアメリカ本土に連行される。

## 出演者
- 酒巻和男少尉 - 青木崇高。
  - 甲標的攻撃部隊の一人。唯一生き残り、捕虜第一号となる。
- 岩佐直治大尉 - 平岳大
- 広尾彰少尉 - 須田邦裕
- 稲垣清二等兵曹 - 橋本一郎
- 古野繁実中尉 - 大下源一郎
- 横山正治中尉 - 金子岳憲
- 佐々木直吉一等兵曹 - とみィ
- 横山薫範一等兵曹 - 村上博樹
- 上田定二等兵曹 - 福岡完穀
- 片山義雄二等兵曹 - 中村宙矢
  - 岩佐以下9名は、甲標的攻撃部隊として出撃、戦死し、九軍神として祀られた。
- 岩宮緑 - 蓮佛美沙子
- 長谷川三曹 - 金子貴俊
- 中宗中佐 - 苅谷俊介
- 遠野二曹 - 浜田学
- 梶本大尉 - 比留間由哲
- ゲイリー中佐 - イアン・ギブ
- 平木 - 佐々木一平
- 松井 - 小磯勝弥
- ハワイ米軍士官 - ジェフリー・ロウ
- ジェイムス - ドン
- 農夫 - 田畑猛雄
- 原田覚大佐 - 菅原大吉
- 稲垣あやを - 竹下景子
- 山本五十六聯合艦隊司令長官 - 永島敏行

## スタッフ
- 作 - 鈴木智
- 音楽 - 松谷卓
- 制作統括 - 土屋勝裕
- 演出 - 松浦善之助